# 隆戈站
隆戈站位于法国上法兰西大区索姆省的隆戈和博沃两个市镇之间，是法国北部的区域性一个铁路枢纽。

## 地理位置
隆戈站位于亚眠市区以东大约7公里，巴黎-里尔铁路和隆戈-滨海布洛涅铁路在此交汇。车站呈东西走向，南北两侧均有出入口，并有地下通道相连。车站外部有大型的露天停车场以及公交车站。

## 车站历史
隆戈站建于1846年，位于巴黎-里尔铁路和隆戈-滨海布洛涅铁路的交汇点。由于巴黎－里尔铁路没有经过这一线上最大的城市亚眠，而隆戈站又是该铁路线上距离亚眠最近的一个火车站，特殊的地理位置，使得隆戈站在很长一段时间内成为这一地区的一个重要铁路车站，被一度称为“亚眠东站”。随着上世纪90年代法国高速铁路北线（LGV Nord）的通车，经过巴黎－里尔铁路的列车数量大幅度减少；同时，随着上皮卡第TGV站（Gare de Haute-Picardie）的启用，隆戈站的重要性也因此逐渐下降。如今，凡是停靠隆戈站的列车也都会停靠亚眠站，特别是对于住在亚眠市区的市民来讲，这个车站已经“可有可无”了。

## 停靠线路
以下列车线路在隆戈站停靠：
| 隆戈站列车线路表 |            |                             |        |              |
| 线路             | 车种       | 上一站                      | 下一站 | 大致运行频率 |
| 巴黎—滨海布洛涅  | INTERCITÉS | 巴黎                        | 亚眠   | 每天6趟左右  |
| 亚眠—亚眠        | INTERCITÉS | 克雷伊/圣瑞斯特昂绍塞       | 亚眠   | 每天5趟左右  |
| 亚眠—亚眠        | TER        | 圣瑞斯特昂绍塞/努瓦河畔阿伊 | 亚眠   | 每天9趟左右  |
| 克雷伊—亚眠      | TER        | 努瓦河畔阿伊/博沃           | 亚眠   | 每天6趟左右  |
| 贡比涅—亚眠      | TER        | 莫勒伊/博沃                 | 亚眠   | 每天7趟左右  |
| 1.               |            |                             |        |              |

## 配套交通

### 城际客运
隆戈站附近没有配套的长途汽车站。但如果某条铁路线因施工或其他原因停运，SNCF也会提供该铁路沿线的临时大巴车服务，上下车地点应该就在隆戈站旁边。

### 市内交通
隆戈站对应的公交车站名称为"Longueau SNCF"，停靠该站的公交线路包括亚眠公交3路和13路。

## 临近车站
| 隆戈站（Gare de Longueau）     |                  |          |
| 上行车站                       | 线路             | 下行车站 |
| （起点）                       | 隆戈－布洛涅铁路 | 亚眠站   |
| 博沃站                         | 巴黎－里尔铁路   | 杜尔站   |
| - 本表仅显示运营中的线路及车站 |                  |          |